# كأس الكؤوس الإفريقية 1999
كأس الكؤوس الأفريقية 1999 هو الموسم 25 من كأس الكؤوس الأفريقية. أشرف على تنظيمه الاتحاد الأفريقي لكرة القدم، وكان عدد الأندية المشاركة فيه 38، وفاز فيه أفريكا سبورتس.